# Ballophilus hounselli
Ballophilus hounselli är en mångfotingart som beskrevs av Gilbert Edward Archey 1936. Ballophilus hounselli ingår i släktet Ballophilus och familjen Ballophilidae. Inga underarter finns listade i Catalogue of Life.

## Bildgalleri

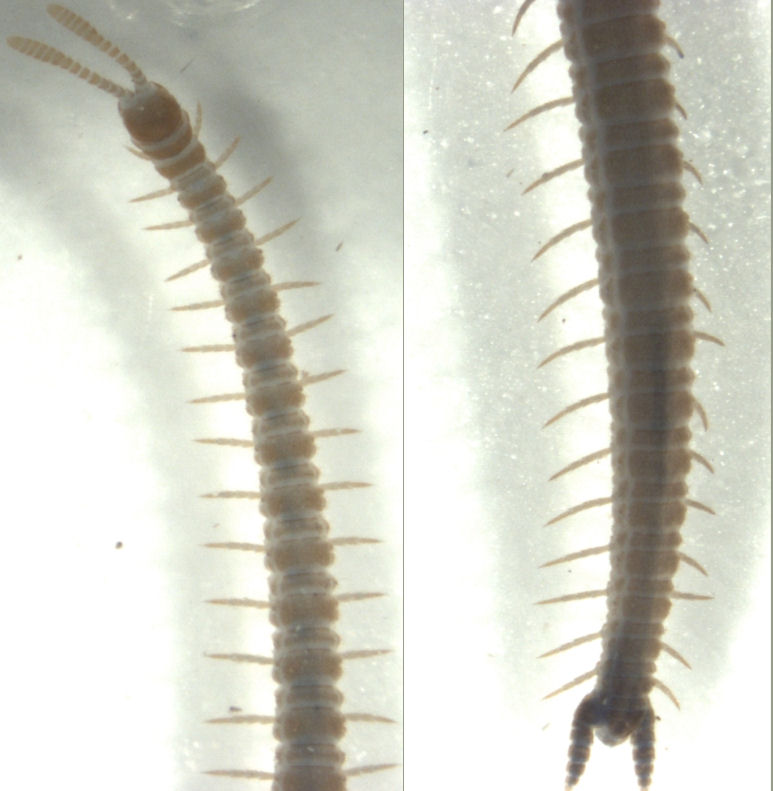